# ルーンファクトリー3
『ルーンファクトリー3』（英題：Rune Factory 3 Fantasy Harvest Moon）は、マーベラスエンターテイメントより2009年10月22日に発売されたニンテンドーDS用ゲームソフト。ジャンルはファンタジー生活ゲーム。開発はネバーランドカンパニー。キャッチコピーは「僕の秘密が世界を繋ぐ　モンスターに変身！ 1つの体で2倍楽しいファンタジー生活」。

## 概要
ニンテンドーDSでのシリーズ第3作目、ルーンファクトリーシリーズ全体としては第4作目となる作品。前作『ルーンファクトリー2』と同様、牧場物語シリーズには入っていない。今作の新要素は、「主人公の変身」や「ヒロインや村人が戦闘に参加する」など。また、このシリーズで話題になったバグの多さや、ユーザインタフェースは大幅に改善された。シリーズとしての続編は『ルーンファクトリー4』。
2023年3月2日にNintendo Switchでリメイク『ルーンファクトリー3スペシャル』が発売。同年9月5日には、海外向けにヨーロッパ・北アメリカで販売され、翌日9月6日には、PCゲームプラットフォームであるSteamで販売が開始された。
リメイク内容は、HD化や3Dモデルの一新、難易度やムービーの追加が行われ、先に発売されれた続編のリメイク作品である、ルーンファクトリー4スペシャルと同様に「しんこんモード」の追加や、追加ダウンロードコンテンツとして「アナザーエピソード」が販売された。

## キャラクター

### 主人公
マイス
声 - 白石涼子
本作の主人公。嵐の日に突然シアレンスの村に現れた、記憶喪失の少年。ゲーム開始時に名前を変更可能。
明朗な性格の少年で、見ず知らずだった村の住人ともすぐにうち解ける。
モンスターの母と人間の父の間に生まれた子供であるため、持っている「変身ベルト」でモンスターに姿を変えることができる。その能力に目をつけたアクナビートによって記憶を奪われ、計画に利用するためにシアレンスの村に送り込まれた。
かつてはいずこかの騎士団に所属しており、各地のボスキャラを追いかけていた記憶がある。最終ダンジョンでの決戦の後にアクナビートから記憶を奪った理由と真意を聞かされ、記憶の返却を持ちかけられたが、それを放棄し村にとどまることを選んだ。

### ヒロイン候補
シア
声 - 福井裕佳梨
花をこよなく愛する女の子。プリベラの森の花畑を世話している。
優しく、誰にでも分け隔てなく接するが、頑固な一面も持ち、花の事となるとさらに頑固になる。
やや天然ボケ気味で、結婚後の弁当に花を出してくることもある。草花が好き。
使用武器はジョウロ。本来武器ではないのだが、彼女のみジョウロを振り回して武器にする事ができる。
【家族】ウェルズ、モニカ
トゥーナ
声 - 加藤英美里
ガジの鍛冶屋に住み込みで働いている女の子。
周囲の人間に心を閉ざしており、知り合った当初は冷淡な態度を取るが、次第に主人公とうち解けて笑顔を見せるようになる。カリンとソフィアとは親友であり、例外的に心を開いてつきあっている。結晶やそれを用いて作ったペンダントが好き。恐がりな一面もあり、ドクロなど幽霊を思い浮かべる物は苦手。
実はマイスと同じくモンスターと人間のハーフであり、赤い鳥の姿に変身する事ができる。ある依頼で正体が発覚、その依頼を達成後、ダンジョンに同行させると一定の確率で変身し、モンスターの姿で戦うようになる。
終盤ハーフであることを周知されるマイスとは異なり、最後までハーフであることを把握するのはマイスのみである。
使用武器は片手剣。
【家族】なし
マリオン
声 - 藤村歩 / 小澤亜李（スペシャル）
魔女見習いのお医者さん見習い。
医学に魔術を取り込む研究に奔走中。そしていつも暴走中。主人公が来るまでは大概ショコラが被害者だった。
緑の野菜が好物だが、トマトは苦手。
手にしている独特の形状の注射器はマージョリーにもらったらしい。
使用武器は杖。
【家族】マージョリー
ショコラ
声 - 喜多村英梨
食堂の看板娘でスーシェフを務める。
食べることが大好きで、大食いだがまったく大きくならない。主人公が来るまではマリオンの実験の標的だった。
カレー料理が好きで、牛乳は全く飲めない。
低い身長をかなり気にしており、指摘されると機嫌が悪くなる。
使用武器は斧。
【家族】グルテン、ラスク
イオン
声 - 戸松遥
魚釣りが大好きな女の子。兄が開いた釣り堀屋を手伝っている。
元気がよすぎて、たまにパンチが飛んでくる。
好物は魚料理で、結婚後の弁当もほとんどが魚関係。カボチャは苦手。
使用武器は釣り竿。
【家族】カルロス
ペルシャ
声 - 遠藤綾
お風呂屋を営むマーメイド。
ボケ担当で色恋も良く分かってない。水につかると足がヒレになり、マーメイドそのものの姿となる。水着姿は別に用意されている。
魚を食べることに絡んだ話をすると本気で怒るが、イカを使った料理は好物としている。
雨の時ペルシャが外にいるとマーメイド状態の姿を見る事ができる。
使用武器は両手剣及び泡。通常は両手剣を使用し、マーメイド状態では泡を使用する。
【家族】なし
ダリア
声 - 堀江由衣
絵画、彫刻などをこなす芸術家。
虹が大好きで、なんでも虹色にアレンジする。「レインボ〜♪」が口癖。主人公の事を勝手に助手呼ばわりする。
家の付近とダンジョン中に置かれている奇妙なオブジェは彼女の作品。
めざしと田楽が好き。
戦闘中、時折「レインボ〜♪」の声と共に虹色の波紋が広がるが特に何も起こらない。
長い耳の特徴の通り、その正体は人間ではなくエルフ。ただし周知はされておらず、依頼を進めると発覚する。
使用武器はハンマー。
【家族】森の作品達
さくや
声 - 新谷良子
旅が大好きな旅館の娘。突っ込み担当。行商人もしていて、モンスターに追われながら、落ちているものを拾ってお店に並べている。
料理（特に卵料理）が苦手で大概失敗するが、結婚後は腕を磨いたのか作るのが難しい料理をたまに弁当にして渡してくれる。
使用武器は両手剣。
【家族】しののめ
ソフィア・ハラペニョ・ヴィヴィアージュ
声 - 茅原実里
ルーンファクトリーシリーズおなじみのヴィヴィアージュ家の令嬢。
思っていることと正反対の事を言ってしまうため、発言を誤解されることが多いが、考え方は至って常識的。
他の人が嫌がるゴミ類や失敗作などの「役に立つ物」を貰うと喜ぶ、小麦粉などの粉末系のものを「役に立ちそうで実は役に立たない」という理由で嫌うなど、趣向はかなりズレている。
正反対に解釈するべきセリフは赤字で表記されるため、プレイヤーには判別が容易。
終盤ではわざと正しく発言してマイスを混乱させることがある。プレイヤーには赤字が無いのでこれも判別は容易。
使用武器は片手剣。
【家族】ドンチャコス、エリザ
カリン
声 - 伊藤静
とてもめんどくさがりで、いつも眠そうにしている雑貨屋の娘。よく心の中で文句を言ったりする。
都会に行くのが夢だが、それすらもめんどくさい。そもそも都会とは何なのかということ自体あまり知らない。
特定の依頼を達成するまでは戦ってくれない。
イベントを進めるとやる気を出して積極的に店の営業に携わり、戦闘にも参加するようになる。
使用武器は杖。好きなものはダイヤモンド以外の宝石（アクセサリー、指輪）。逆にダイヤモンドは嫌い。
【家族】ヘーゼル

### 町の人々
ウェルズ
声 - 高橋裕吾
ちょっと頑固な花畑職人。シアレンスの花を咲かせようとしている。孫娘のモニカには甘い。
とある理由で有角人を嫌っている。
和食や和菓子が好物で、洋風の菓子は嫌い。
【家族】シア、モニカ
モニカ
声 - 前田ちあき
シアの妹でウェルズの孫娘。シアをとても慕っている。
人見知りが激しく、知らない人が近づくと噛み付くなどの行動を取る。しかし会話中に言葉に詰まると涙目になって謝ったり、好きなものをプレゼントすると笑顔になったりと、子供らしい素直な気性を覗かせる。
ある依頼でモニカの人見知りを軽減させることができ、マイスに懐くようになる。姉同様花が好きだが、魚は苦手。
使用武器は杖。
【家族】ウェルズ、シア
ガジ
声 - 河本啓佑
トゥーナが働いている武器屋のオーナー。飄々としているが、根は非常に優しいドワーフの青年。
自身があまり商売に興味がないため、店のことはトゥーナに任せきっている。
武器作りに熱中するあまり食事や睡眠を忘れてしまい、ハンマーを手放した瞬間疲労を思い出して倒れてしまう事もしばしば。
エリザに好意を抱いているが、彼女の服創作のセンスには戸惑いを隠せない。
使用武器は両手剣。
【家族】なし
グルテン
声 - 藤本たかひろ
食堂のシェフ。彼が作る料理はとても美味しく、彼の味を求めて旅人がやってくるほど。
ドンチャコスのスカウトによって町に移住した。子供の名前をショコラにするほどチョコレートが好き。
酒に弱いらしく、町民の間では彼に酒をあげてはいけないというのが常識となっている。酒を飲んで豹変した時の様子は口にするのも憚られるらしい。
使用武器は双剣。
【家族】ショコラ、ラスク
ラスク
声 - 河本啓佑
グルテンの息子でショコラの弟。食堂のパティシエを務める。
偏食家で野菜が大嫌いだが、主人公と会話を進めていくうちに野菜の栄養やそのはたらきについて学ぶ。その後は野菜に対する理解を見せ、食べようと努力する姿勢が見られるようになる。
使用武器は杖。
【家族】グルテン、ショコラ
マージョリー
声 - 柳井久代
マリオンの祖母。昔は高名な魔女だったらしい。現在は引退し、魔法病院を孫のマリオンに任せている。
マリオンを大変可愛がっており、またその魔女としての素質を見出している。リラックスティーが好物で。チーズ類は苦手。
【家族】マリオン
ヘーゼル
声 - 柳井久代
肝っ玉母さん。影では娘の行く末を心配しては、ため息をつく毎日を送っている。
娘がやる気を見せたときは協力を惜しまない。
使用武器は斧。
【家族】カリン
ドンチャコス・ハラペニョ・ヴィヴィアージュ
声 - 藤本たかひろ
シリーズおなじみ、ヴィヴィアージュ家の中のハラペニョ家の当主。
食欲旺盛でどんな料理も好んで食べるが、思ったことと正反対のことを口にしてしまうのでおいしくても「マズイ」と言ってしまう。
正反対に解釈するべきセリフは赤字で表記され、また「肯定か否定か」が逆転するのみで、ソフィアよりは判断は容易。
【家族】ソフィア、エリザ
エリザ・ハラペニョ・ヴィヴィアージュ
声 - 前田ちあき
人とは一味違うセンスが光るファッションデザイナー。そのセンスは魚や木材まで洋服の材料にしてしまうほど。
身内の思ったことと正反対のことを口にしてしまう性質は遺伝しておらず、彼女のみ正しく発言する。
よく信じられない材料で服を作って主人公やガジに冷や汗をかかせている。
ガジに想いを寄せており、度々服の試着を頼んでいるが、独特のセンスのせいでそれが好意とは理解されていない。
使用武器は杖。
【家族】ソフィア、ドンチャコス
しののめ
声 - 戸塚利絵
旅館の女将。笑顔の裏に、あらがいがたい何かを感じる。立ち絵の殆どが目を瞑っている。
刺身が好きで、果物は苦手。
何処かで高度な戦闘訓練を積んだらしく、街の住人の中で最も初期レベルが高い。
使用武器は双剣と手裏剣。
【家族】さくや
カルロス
声 - 高橋裕吾
妹のイオンと二人で湖畔の釣堀屋を営んでいる熱血漢なお兄ちゃん。本当は海の男になりたかったらしい。
極度なシスコン。
妹同様に魚好きで、パンは苦手。
使用武器は槍。
【家族】イオン

### モンスターの集落
クルルファ
声 - 中原麻衣
集落を治める長老。額に角を生やす有角人の生き残り。オンドルファとは幼い頃からの仲。
はるか昔に人間たちとの間にあった諍いが原因で人間を極度に嫌っているが、ストーリー終盤で和解する。
集落の長として威厳ある態度を取ろうと務めている。が、甘いもの好きの性格を抑えられず、こっそりと主人公に調達を頼むことも。
その出自故にモンスターの収集品を渡すと怒る。
使用武器は杖。
【家族】なし
オンドルファ
声 - 松原大典
集落に暮らす有角人の生き残り。知識が豊富で、彼のテントには大量の蔵書がしまわれている。
ジュース類が好物。
集落の住人の中では数少ない人間に対して理解のある人物だが、人間を毛嫌いするクルルファの立場もあり、悩んでいる。
【家族】なし
ゼゼ
声 - 松原大典
集落で暮らすお調子者のドワーフ。新入りには偉そうな態度をとったりもする。銀の眼はドワーフの象徴らしい。
うどん類が好物だが、甘い物は嫌い。
使用武器は片手剣。
【家族】なし

### ゲストキャラクター
めい（冥）
声 - 釘宮理恵
『ルーンファクトリー1』からのゲストキャラクター。
東方出身で旅館「都」の2階にたまに泊まりに来る。
話しかけると主人公の名前や牧場の名前を変更する事ができる。
ユエ
声 - 前田愛
前作『ルーンファクトリー2』からのゲストキャラクター。
めいと同じく東方出身で旅館「都」の2階にたまに泊まりに来るが、同郷であるという描写はない。
話しかけると日替わりで様々なアイテムを販売してくれる。

#### その他の登場キャラクター
水幻竜アクナビート
地水火風を象徴する神竜・ネイティブドラゴンの一体で、「水」と「変化」を司る。主人公の結婚式当日に花嫁を最終ダンジョンまで連れ出し、それを追いかけてきた主人公と戦う。
その最終目的は『種族を超えたつながり』を糧として咲く「シアレンスの花」を咲かせること。花がいつまでも咲かなければ、いずれ大地が枯れ果ててしまうため、主人公の記憶を消して人と有角人の架け橋になるように仕向けた。主人公と戦ったのもその勇気と力を試すためのものであり、全てが明らかになった後は自身の行いを謝罪するなど、本質的には邪悪な存在ではない。
他にもモブキャラクターとして旅人が登場する。立ち絵やボイスはないが町の人々と同様に動き回っており、話しかけると豆知識を教えてくれる者もいる他、少々値が張るが無制限にレシピパンを販売してくれる者もいる。依頼に登場することもある。

## 新要素
アクティブシード
専用の種をその場に置く（または投げる）とみるみるうちに育ち、冒険のお供となってくれる植物。剣や盾の形をした、戦闘の役に立つもの、水の上を渡れるようになるもの、如雨露の水を補給できるものなど様々である。このアクティブシードは主人公のレベルではなく、農耕スキルや採掘スキルなどの高さで強さが増す。アクティブシードは敵からの攻撃を受けてHPが0になるか持ち上げてリュックにしまうと種に戻る。この種はすぐには使えないが、1日経つと回復し、再度使えるようになる。また、仲間モンスターや町人を連れている際に使う事で3人パーティとなる。はじめの花屋でのイベントでシアから剣草の種をもらえる。それ以降の新しいアクティブシードは花屋で購入する事ができる。
変身
主人公はゲーム途中から変身ベルトを使うことで金色のモコモコに変身する事ができるようになる。
変身する事によって素手によるコンボ攻撃と4種類の投げ技が使えるようになる。拳スキルが上がることでダッシュ攻撃やチャージ攻撃、奥義なども使えるようになる。
またモコモコの状態でNPCに話しかけると普段とは違った対応を見ることができ、その特性を活かしてストーリーを進める事となる。
この姿の時、普段は「モコ！」「モッコー！」という鳴き声しかださないが人語も話す事ができる。
基本的にダンジョンなど誰もいない場所でしか変身できないが、依頼でマイスの変身を知った人物がいる場合、その人物の目の前でも変身できるようになる。

## システム

### 牧場
マスと種
従来の牧場物語シリーズおよびルーンファクトリーシリーズでは、正方形に耕した9マスにつき種1つであったが、今作では1マスにつき種1つを単位としたシステムとなっている。そのかわり、9つまで種を持ち上げてチャージし、いっぺんに蒔く事ができるようになった。仲間のモンスターにお金はかかるが蒔いてもらうことができる。
土質
作物や種のレベルの他に、土質の概念が追加された。土質の判定には、品質のようなものと疲労度のようなものの二つがある。同じマス上（土）で作物を育てては収穫し、また育てては収穫し、を繰り返すと、土質が悪くなっていく。土質は作物のレベルや収穫期までにかかる時間に影響する。各種肥料を用いる、あるいは枯れ草を置いて土を耕すことで、土質を向上させることが出来る。
ルーン
前作まででは作物が9マス揃った場合に毎朝ルーンが出現し、取得する事でRPを回復する事ができたが、今作では作物を収穫した際に出現する仕様となっている。ルーンを取得するとRPが回復する他、ランダムでスキルレベルがあがるようになっている。またルーンの代わりにルーニーが出現する事があり、こちらを取得すると主人公の最大HPや筋力などのパラメーターが上昇する。
結婚
あるイベントをこなした後に条件が揃うと求婚して結婚が出来る様になる。求婚自体は冒険に誘っている相手なら条件さえ揃っていれば結婚出来ないキャラ（男性を含む）にもできる。結婚式はEDも兼ねているので、非常に長丁場。クリア後は自宅で何度でも結婚式を追憶体験可能となる。
鉱石

仲間モンスター

### 戦闘
双剣
今作では新武器カテゴリーとして二刀流で戦う、双剣が登場した。素早く手数が多いため、敵に反撃の間を与えない。ただし盾が装備できないため防御が疎かとなる。また、のけぞらない相手にはゴリ押しになりがち。
町の住人を誘う
仲良くなったキャラクターと会話中にLまたはRボタンを押す事で冒険またはデートに誘うことができ、ダンジョンにも連れ出せる。更に仲が深まると24時間常に行動を共にする事も可能となる。各キャラクターは最初から強いキャラクターやまったく戦いを行わないキャラクターなどが存在するが、そのキャラクターのレベルを上げる事で魔法や技を習得していき、頼もしい仲間へと成長する。
装備品の強化

### 町
生活AI
従来のシリーズでは時間ごとに住人が固定の位置に居るシステムだったが生活AIの導入により、キャラクターが自由に行動するようになった。アイテムを運んでいたり、料理を食べていたり、釣りをしたり、客引きをしたり、様々な行動を行う。ちなみに結婚したヒロインの生活AIは、帰宅する家以外結婚後も殆ど変わらない。
天候
前作まででは朝起きた時点での天候が1日中続いていたが、今作では時間の変化と共に天候も変化するようになった。晴れから雨になると上述の生活AIにより住人達は家屋へ避難する。
お祭り
ミニゲームとして豆まき大会、モコモコ感謝祭、大食い大会、せまるカブ祭り、カブ合戦がある。
このほかにも野菜コンテストや釣り大会、フリーマーケットなどがある。

### 通信
同作品のリメイク作であるルーンファクトリー3 スペシャルでは通信機能は実装されていない。
ワイヤレス通信
無線通信を使ってシアレンスの迷宮を1-3人で協力して遊ぶ事ができる。この時、主人公以外のキャラクターを操作する事ができる。使用キャラクターによって性能が変化する。
Wi-Fi通信
ニンテンドーWi-Fiコネクションを用いたインターネットランキング。主人公のレベルや持ち金、お祭りでの成績などから総合得点が算出されその得点を競う。一定点数を超えるごとに景品が手に入る。

### その他
「置く」
従来の作品では、物を手に持っていた場合、Aボタンで手を離したら不可逆的に捨てたことになり、貴重品以外は戻って来なかった。しかし、今作においては物を地面に「置く」ことが可能になった。一画面内で地面に置いておける物の数は一定で、限度数を超えると置いた時間的に古いものから点滅し、消滅するが、点滅している最中に地面にある物を拾い、しまう、出荷する、あるいは同種の物を拾い集める、まとめるなどすると、点滅が止まり消滅しない。また、各ダンジョンの地面に置いて来た物も、ダンジョンを出ると消滅するということはなく、そのまま次に訪れた際にも残っている。
投げる
移動しながら持ち物を置くとその持ち物を投げる事ができる。基本的には「置く」と同じ作用だが、これにより離れた位置の住人にアイテムをプレゼントしたり、離れた位置の出荷箱へアイテムを出荷できるようになった。ただし水面に対してアイテムを投げると、貴重品以外は失われてしまう。貴重品の場合は無くし物として自宅のベッド横に届く。
9つでひと束
作物などを9つまでひとまとめにして所持出来る。基本的には、複数の物につき、それ自体が同一の物（カブならカブ）であり、レベルが同じであればどんな物でも可能。また、手で持ち上げた際に、そのまままとめてひとくくりにする、すなわち物を重ねて集めることが可能。条件は同じで、例えばレベル10のカブの種を両手に持っている状態で、別のレベル10のカブの種を「拾う」と、最初に持っていた種の上にもうひとつの種が重なったグラフィックになる。そのまま9つまで重ねることが出来、リュックにしまうとひとくくり（9つのレベル10のカブの種の束）になっている。
ヒロインの仲良し度
今作ではヒロインの仲良し度が無くなり、ラブ度のみとなっている。ラブ度は街の住人全員に設定されていて、高くなると依頼が増えたりする。
スキルの細分化
武器系スキル、魔法系スキル、生産系スキル、生活系スキル、防御系スキルなどスキルの種類が大幅に増加した。そのスキルに関連する行動や状態が発生したときに初めてステータス画面にパラメータが追加される。レベル上限は従来通りで、各スキルとも最高99である。今作ではスキルがあがるとHPやRP、筋力なども成長するようになっている。片手剣スキルや、両手剣スキルなどの武器スキルのレベルをあげると攻撃パターンが増加する。歩行スキルや睡眠成長スキルなどのユニークなスキルも存在する。
釣り
釣りが出来る場所が魚影が見える場所に限定された。キャストすると魚が寄って来て針にかかる様が見えるようになった。魚影のサイズである程度どの魚か判別できるようになっている。砂漠のダンジョンでは砂の魚を釣る事ができる。
トロフィー
風邪をひく、お祭りで入賞するなど、一定の条件を満たす事で自宅の地下にトロフィーが飾られていく。このトロフィーから難易度の選択やお祭りの再プレイなども行える。

## 予約特典
ファンタジー生活3倍満喫ブック
イラストなどの設定資料と川添真理子による漫画が収録されている。漫画ではモニカとオンドルファの過去のエピソードが描かれている。
ドラマCD
ファンタジー生活3倍満喫ブックに同梱されているドラマCD。
マイス役 白石涼子、シア役 福井裕佳梨、ダリア役 堀江由衣、ショコラ役 喜多村英梨が出演している。

## 主題歌

### ルーンファクトリー3
「HAPPINESS」
作詞 - 矢住夏菜、作曲 - ジョー・リノイエ
歌 - 矢住夏菜
「風のように」
作詞 - 矢住夏菜、作曲 - ジョー・リノイエ
歌 - ジョー・リノイエ

### ルーンファクトリー3 スペシャル
「夢追いWanderer」
作詞・作曲：ジョー・リノイエ
歌：ジョー・リノイエ　with 宇乃杏華

## 主なスタッフ
- はしもとよしふみ - 原作・プロデューサー
- 宮田正英 - シリーズディレクター
- 村上健 -  ディレクター

## コミカライズ
ニンテンドードリーム 2月号（2009年12月21日発売）より、川添真理子による1ページカラー漫画を連載開始。